# International Institute of Tropical Agriculture
International Institute of Tropical Agriculture (IITA) é um instituto fundado em 1967 como organização sem fins lucrativos para buscar soluções para a fome e a pobreza por meio da pesquisa e de atividades de promoção do desenvolvimento. O IITA está sediado em Ibadan na Nigéria e possui várias estações de pesquisa ao longo da África. Atualmente, uma rede de mais de cem cientistas internacionais baseados nas suas estações. 
O IITA é um dos 15 centros apoiados pelo Consultative Group on International Agricultural Research (CGIAR) e que fazem parte de sua rede de pesquisa. É também um dos principais participantes do programa internacional Lubilosa, que desenvolve um pesticida biológico para controle do gafanhoto.